# PlayStation Move

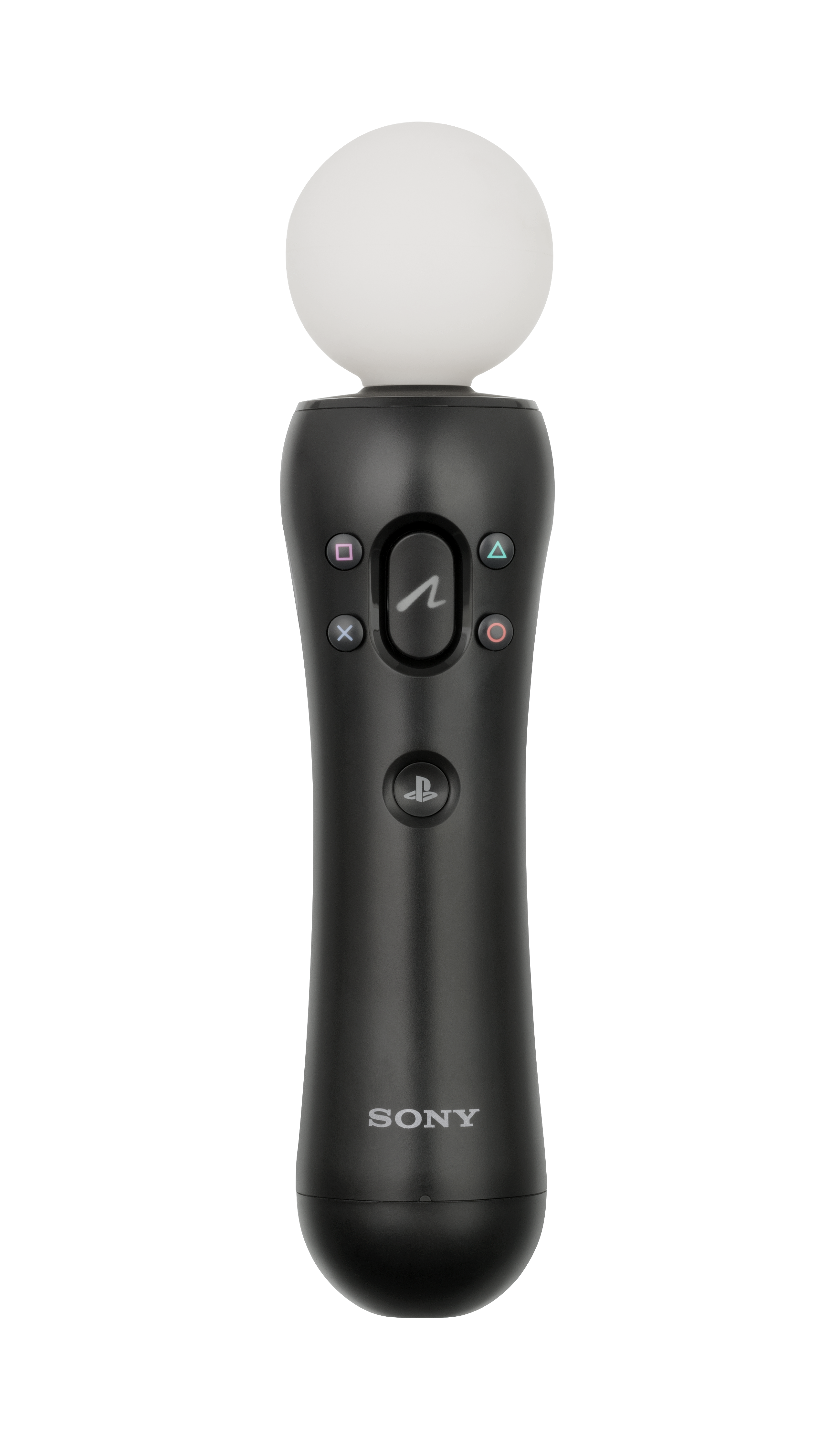

PlayStation Move (プレイステーションムーヴ PureiSutēshon Mūvu) is een motion controller gemaakt door Sony Interactive Entertainment (SIE), voor het eerst uitgebracht op de PlayStation 3 (PS3) spelcomputer. PlayStation Move gebruikt inertiaal-sensoren om zijn bewegingen te detecteren, en de positie van de move wordt bijgehouden met behulp van een PlayStation webcam (PlayStation Eye voor de PlayStation 3, PlayStation Camera voor de PlayStation 4). Voor het eerst onthuld op 2 juni 2009, PlayStation Move lanceerde 15 september 2010 in het vasteland van Europa en een groot deel van de Aziatische markt, in Australië op 16 september 2010, in Noord-Amerika en het Verenigd Koninkrijk op 17 september 2010 en in Japan op 21 oktober 2010. De hardware die beschikbaar bij de lancering was onder meer de PlayStation Move-bewegingscontroller, een aanvullend PlayStation Move navigatie controller, en een optionele PlayStation Move-oplaadstation. Het concurreert met de Wii Remote Plus en Kinect de motion controllers van respectievelijk de Wii en Xbox 360 spelcomputer.
Hoewel de PlayStation Move werd geïntroduceerd op de reeds bestaande PlayStation 3, Sony verklaarde voorafgaand aan de release dat het behandelen van Moves debuut als haar belangrijkste "platform lancering", met een agressieve marketing campagne te steunen. De slogan voor de PlayStation Move van de E3 2010 was: "This Changes Everything", met samenwerking van Coca-Cola, als onderdeel van de "It Only Does Everything" marketing campagne die debuteerde met de vernieuwde "Slim" PlayStation 3.
In 2013 onthulde Sony de PlayStation 4, deze spelcomputer ging ook PlayStation Move ondersteunen, waardoor de move nog beter gevolgd kan worden via de PlayStation Camera, een dieptesensor stereocamera.